# Крис Ван Дамм
Крис Ван Дамм (англ. Kris Van Damme, настоящее имя — Кристофер Ван Варенберг, англ. Kristopher Van Varenberg; род. 20 мая 1987, США) — американский актёр и продюсер.

## Биография
Кристофер — сын спортсмена и актёра Жан-Клода Ван Дамма и экс-культуристки Глэдис Португез. Его сестра, Бьянка, также является актрисой.С 2021 года женат на азербайджанской пианистке, лауреате международных конкурсов, Суаде  Гаджизаде (Суада Гаджизаде).

## Кинокарьера
Первое появление Кристофера в кино состоялось в 1992 году с эпизодической роли юного Люка Деверо в фантастическом боевике «Универсальный солдат». В дальнейшем он неизменно снимался в картинах с участием отца. Исключением стал лишь фильм «Боксёр», вышедший в прокат в 2012 году.

## Фильмография
| Год  |   | Русское название                    | Оригинальное название               | Роль                 |
| ---- | - | ----------------------------------- | ----------------------------------- | -------------------- |
| 1992 | ф | Универсальный солдат                | Universal Soldier                   | юный Люк Деверо      |
| 1996 | ф | В поисках приключений               | The Quest                           | юный Кристофер Дюбуа |
| 2002 | ф | Под откос                           | Derailed                            | Итан Кристофф        |
| 2010 | ф | Универсальный солдат 3: Возрождение | Universal Soldier: Regeneration     | Майлс                |
| 2011 | ф | Игры киллеров                       | Assassination Games                 | Шелл                 |
| 2012 | ф | Глаза дракона                       | Dragon Eyes                         | сержант Фелдман      |
| 2012 | ф | Боксёр                              | The Philly Kid                      | Чейз                 |
| 2012 | ф | Универсальный солдат 4              | Universal Soldier: Day of Reckoning | Майлс                |
| 2012 | ф | Шесть пуль                          | 6 Bullets                           | Селвин Гол           |
| 2013 | ф | Близкие враги                       | Enemies Closer                      | Франсуа              |
| 2014 | ф | Добро пожаловать в джунгли          | Welcome to the Jungle               | Бретт                |
| 2014 | ф | Френчи                              | Frenchy                             | Орен                 |
| 2017 | ф | Прикончи их всех                    | Kill’em All                         | Дюсан                |
| 2018 | ф | Чёрные воды                         | Black Water                         | Каган                |
|      | ф | Фермер (постпроизводство)           | The Farmer                          |                      |